# 3DNow!

Logo de 3DNow!

Le 3DNow! est un jeu d'instructions multimédia développé par AMD, obsolète depuis 2010. Il est introduit en 1998 avec le K6-2. Cette technologie basée sur les opérations SIMD (Single Instruction Multiple Data), a donc pour vocation d’accélérer le traitement du processeur.
Elle regroupe 21 instructions et huit registres 64 bits FP / MMX. Chaque instruction 3DNow! permet de traiter jusqu’à deux opérations entières ou flottantes par cycle d’horloge, ce qui en théorie double les performances.
La mise en œuvre du 3DNow! dans les processeurs AMD permettait d’exécuter jusqu’à deux instructions 3DNow! par cycle d’horloge lorsqu’il s’agissait par exemple de deux additions ou de deux multiplications.
On arrivait donc, en théorie, à des performances multipliées par quatre.
Le 3DNow! a été créé par AMD pour pallier la faiblesse de ses K6 dans les calculs en virgule flottante. Les performances dans ce domaine commençaient en effet à devenir de plus en plus cruciales pour les jeux et les applications multimédias et Intel avait pris une grande avance en la matière avec son Pentium II. Le 3DNow! a donc servi de palliatif de AMD en attendant l’Athlon. Le 3Dnow! permettait également de prendre une longueur d'avance en accélérant les calculs vectoriels pour la première fois sur une technologie CISC, ce genre de technologie existant sur les processeur RISC, tel que, par exemple, le PowerPC, dès le début des années 1990.
Devant l'efficacité de cette méthode, en 1999, Intel répond au 3Dnow! en ajoutant à ses processeurs x86 le SSE, qui est similaire mais incompatible.
Le 20 août 2010, AMD annonce l'abandon du jeu d'instructions 3DNow! pour ses futurs processeurs à l'exception de deux instructions (PREFETCH et PREFETCHW), au profit du jeu d'instructions SSE et de ses successeurs. Ces instructions sont aussi disponibles sur certains processeurs Intel. 

## Liste desprocesseurscompatibles 3DNow! (hors AMD)
Intel
- Atom E3815 / Celeron N2830 - Bay-Trail : instructions 3dnowprefetch seulement

VIA
- C5A - Samuel : MMX, 3DNow!
- C5B - Samuel 2 : MMX, 3DNow!
- C5C - Ezra(-T) : MMX, 3DNow!

Transmeta Corporation
- Crusoe et Efficeon : MMX, 3DNow!, 3DNow! Enhanced